# 델타 로봇

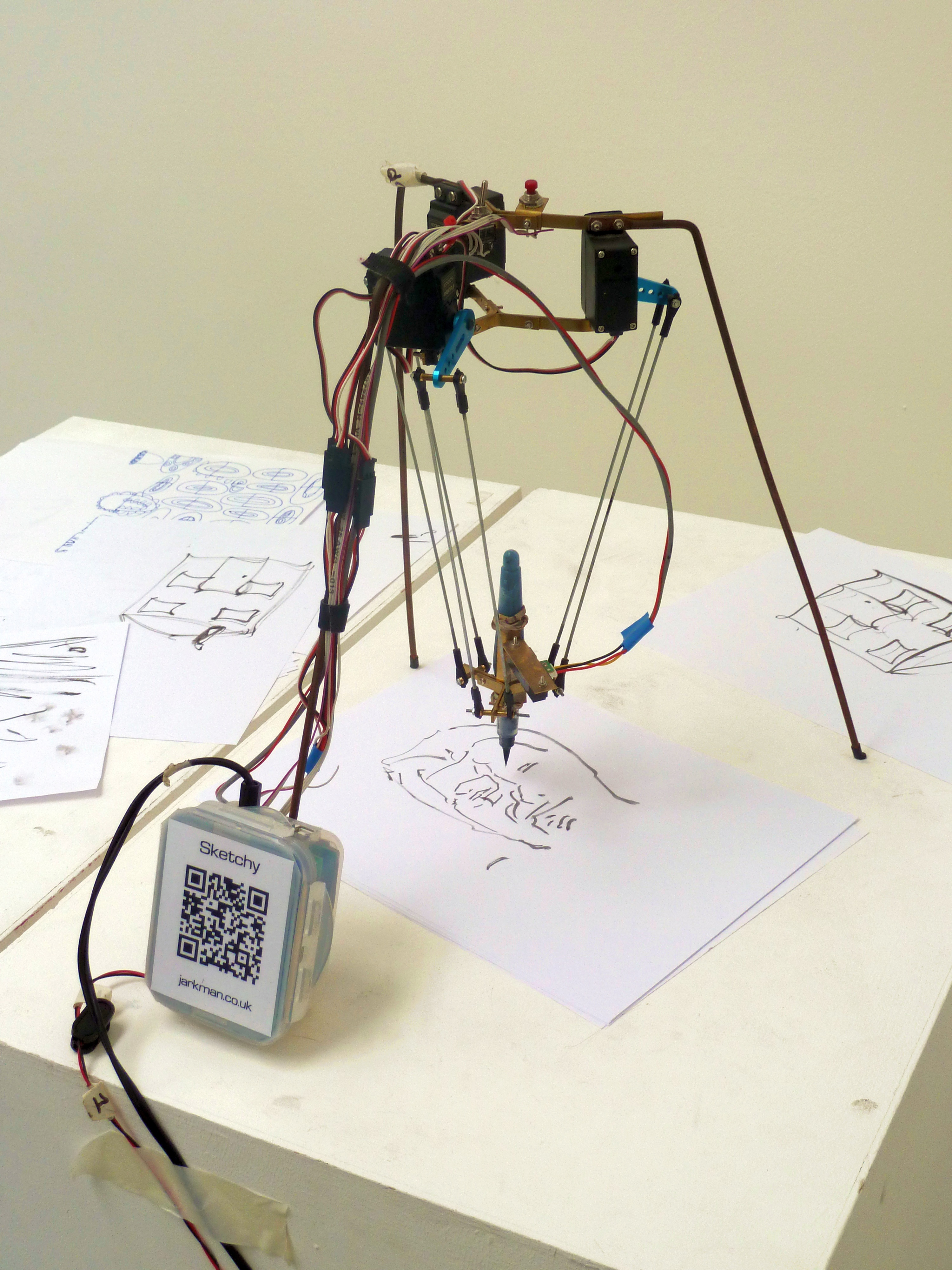
초상화 그리기 델타 로봇 스케치(Sketchy)

델타 로봇(delta robot)은 베이스의 유니버셜 조인트에 연결된 세 개의 팔로 구성된 일종의 평행 로봇이다. 주요 디자인 특징은 엔드 이펙터의 방향을 유지하는 팔에 평행사변형을 사용하는 것이다. 이와 대조적으로 스튜어트 플랫폼은 엔드 이펙터의 방향을 변경할 수 있다.
델타 로봇은 매우 빠르며 일부는 분당 최대 300개의 픽업을 실행할 수 있기 때문에 공장에서 집품 및 포장하는 데 널리 사용된다.

## 응용
델타 로봇의 빠른 속도를 활용하는 산업은 식품, 제약, 전자 산업이다. 강성 때문에 수술에도 사용되며, 특히 서지스코프(Surgiscope)는 미세한 홀더 시스템으로 사용되는 델타 로봇이다.
델타 로봇의 구조는 햅틱 컨트롤러를 만드는 데에도 사용될 수 있다. 최근에는 이 기술이 3D 프린터에 적용되었다.